# Arhopala anthore
Arhopala anthore är en fjärilsart som beskrevs av William Chapman Hewitson 1862. Arhopala anthore ingår i släktet Arhopala och familjen juvelvingar. Inga underarter finns listade i Catalogue of Life.